# Testa di moro (dolce)
Testa di Moro è un dolce di pasticceria tipico della cucina napoletana.

## Descrizione
È composto da un disco di pan di spagna, modellato in modo da conferirgli una forma semisferica, farcito con crema pasticcera e ricoperto da un sottile strato di crema o panna al cacao e infine di granella di cioccolato. Può anche avere della panna montata sulla sommità con una ciliegina. Ne esiste una versione di gelateria ovvero uno spumone fatto con gelato al cioccolato e semifreddo al gianduia all'interno. Inoltre, esiste la variante "bianca", ottenuta utilizzando crema senza cacao e granella di nocciole anziché di cioccolato.